# 阿爾巴尼亞地域統計單位命名法
作為歐盟的候選國，阿爾巴尼亞（AL）包含在歐盟的地域統計單位命名法（NUTS）中，且由阿爾巴尼亞統計研究所（INSTAT）來編入。該命名法分成三種等級：
- NUTS-1：阿爾巴尼亞
- NUTS-2：3個地区
- NUTS-3：12個州

以下為阿爾巴尼亞NUTS編碼列表：
AL 阿爾巴尼亞
AL01 阿爾巴尼亞北部
AL011 第巴爾州
AL012 杜勒斯州
AL013 庫克斯州
AL014 列澤州
AL015 士科德州
AL02 阿爾巴尼亞中部
AL021 艾巴申州
AL022 地拉那州
AL03 阿爾巴尼亞南部
AL031 培拉特州
AL032 非夏爾州
AL033 吉羅卡斯特州
AL034 科赤州
AL035 夫羅勒州

## 外部連結
- INSTAT, official website （页面存档备份，存于）